# باي غانيو
باي غانيو (بالبلغارية: Бай Ганьо) أو غانيو سوموف، غانيو البلقاني، هو شخصية وهمية وبطل سلسلة مقالات ساخرة للكاتب البلغاري أليكو كونستانتينوف. يتناول الجزء الأول «رحلة باي غانيو إلى أوروبا» وهو العنصر الذي يوحده - أي رحلة البطل عبر مختلف المدن في أوروبا والمقارنة بين العادات الأوروبية والبلغارية (المتأثرة بالمشرق). الجزء الثاني يتناول بسخرية المواضيع الرئيسية في الحياة السياسية في بلغاريا نهاية القرن التاسع عشر.وبسبب الشهرة الكبيرة للبطل الأدبي، أصبح اسم «باي غانيو» مرادفا في البلغارية نعتا سلبيا في الموروث الشعبي يستخدم للتهكم على طريقة ارتداء الملابس التقليدية والتصرف الريفي البسيط للشخص الأقرب للبدائية.